# Martin Motnik
Martin Motnik (Ludwigshafen am Rhein, 10 novembre 1972) è un bassista e produttore discografico tedesco, conosciuto prevalentemente per essere membro della band heavy metal Accept e in precedenza dei Darkseed, nonché come produttore discografico.

## Biografia
All'età di dieci anni, passò a suonare la chitarra elettrica, e all'età di 13 anni, incoraggiato da suo fratello maggiore Frank, il basso. Dopo aver ottenuto un basso, ha iniziato a suonare e ha iniziato a praticare quotidianamente studiando bassisti come John Entwistle (The Who), Billy Sheehan (David Lee Roth band), Geddy Lee (Rush). Motnik li ha definiti le sue più grandi influenze e modelli di ruolo.
Dopo essersi laureato nel 2003, ha deciso di perseguire la musica a tempo pieno. Dopo essersi trasferito a Monaco di Baviera, Motnik si è unito alla band goth metal tedesca Darkseed nel 2003. Suona nell'album del 2005 Ultimate Darkness. I Darkseed annunciarono nell'agosto 2006 che il cantante Stefan Hertrich e il bassista Motnik avrebbero lasciato la band per concentrarsi sui loro altri progetti. Nello stesso anno, entrambi parteciparono alla registrazione dell'album Wasteland della band di Atargatis.
Nel 2005 Motnik si è unito alla band hard rock The Roxx, con cui registra Unleash Your Demon, pubblicato nel 2007, e nella registrazione dal vivo The Roxx Unleash The Demon. Tra il 2007 e il 2008 ha suonato con il gruppo Eisbrecher.
Nel 2008 si trasferisce negli Stati Uniti dove forma il gruppo Ecotonic. Nel 2010 Motnik si unì al tour nordamericano di Uli Jon Roth come bassista. Questo lo ha incoraggiato a continuare la sua carriera negli Stati Uniti. Successivamente, nel 2009 e nel 2012, Motnik ha suonato di nuovo con Uli Jon Roth nei suoi tour nordamericani. Dal 2014 al 2018 ha suonato a bordo di Carnival Cruise Lines diventando poi direttore musicale.
Nel febbraio del 2019, poco dopo che Peter Baltes aveva lasciato gli Accept, Motnik si trasferisce a Nashville e contatta il gruppo che lo invita per suonare e nell'aprile viene annunciato come componente degli Accept.

## Discografia

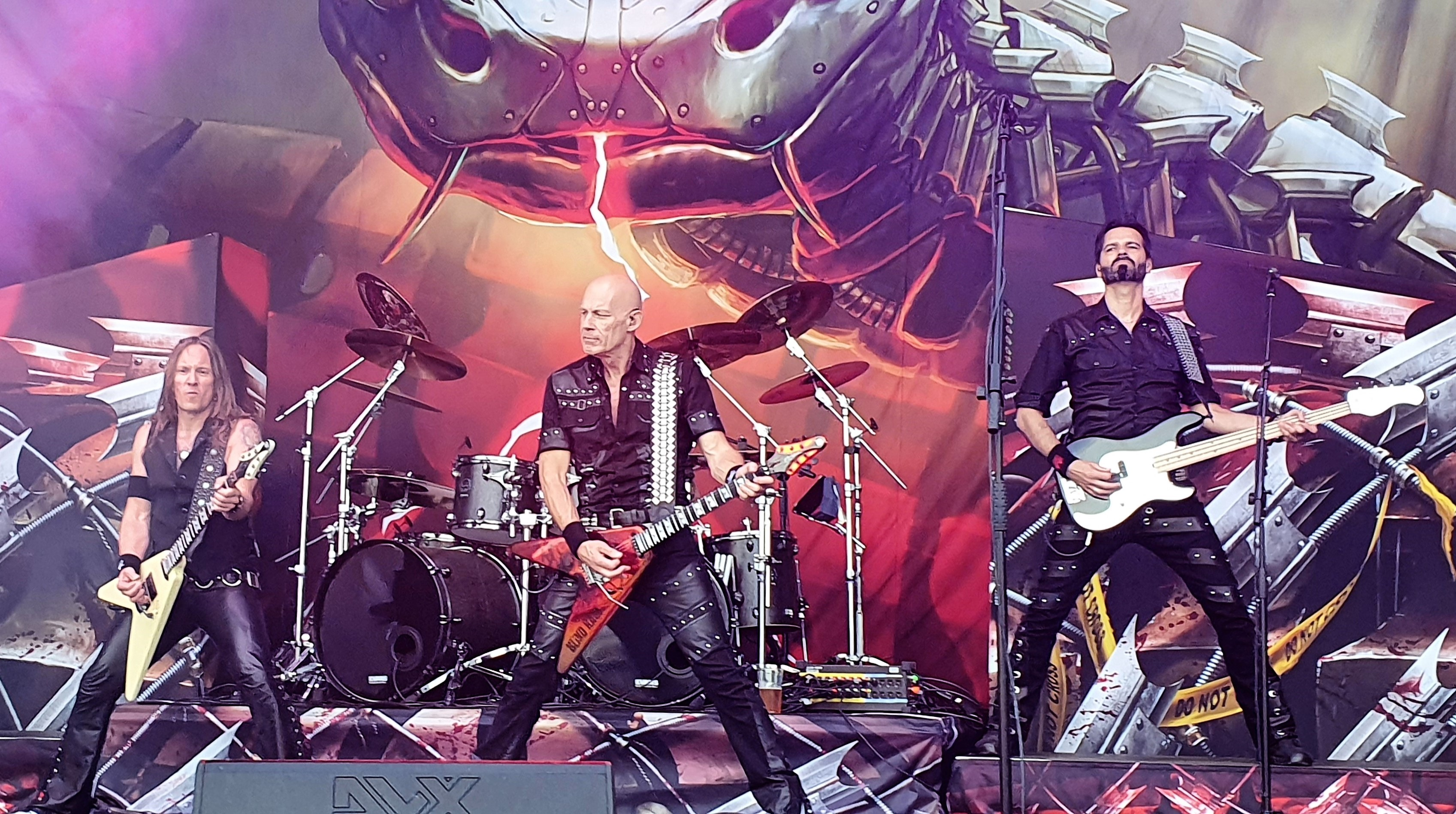
Philip Shouse (a sinistra), Wolf Hoffmann e Martin Motnik (a destra) nel 2022.

### Solista
- 2005 - Bass Invader
- 2021 - Dream Chase

### Accept
- 2021 - Too Mean to Die

### Collaborazioni
- 2001 - And So It Burns - Imagica
- 2003 - Beyond Earth - Oratory
- 2010 - Savage Grace - Master of Disguise
- 2012 - Tales from the Porch - Crave and Wonder